# Nannopsittaca panychlora
Nannopsittaca panychlora là một loài chim trong họ Psittacidae.